# Camden County (Missouri)
Das Camden County ist ein County im US-amerikanischen Bundesstaat Missouri. Im Jahr 2020 hatte das County 42.745 Einwohner und eine Bevölkerungsdichte von 25,2 Einwohnern pro Quadratkilometer. Der Verwaltungssitz (County Seat) ist Camdenton.

## Geografie
Das County liegt etwas südlich des geografischen Zentrums von Missouri im Norden des Ozark-Plateau. Es hat eine Fläche von 1836 Quadratkilometern, wovon 139 Quadratkilometer Wasserfläche sind. Das County wird von Osage River durchflossen, der hier zum Lake of the Ozarks aufgestaut wurde. An das Camden County grenzen folgende Nachbarcountys:
| Benton County  | Morgan County | Miller County  |
| Hickory County |               | Pulaski County |
| Dallas County  |               | Laclede County |

## Geschichte
Das Camden County wurde am 29. Januar 1841 aus ehemaligen Teilen des Benton County und des Pulaski County gebildet. Benannt wurde es zuerst als Kinderhook County und 1843 umbenannt in Camden County, benannt nach dem Camden County in North Carolina.
Neun Bauwerke und Stätten des Countys sind im National Register of Historic Places eingetragen (Stand 5. Februar 2018).

## Demografische Daten
Nach der Volkszählung im Jahr 2010 lebten im Camden County 44.002 Menschen in 16.108 Haushalten. Die Bevölkerungsdichte betrug 25,9 Einwohner pro Quadratkilometer. In den 16.108 Haushalten lebten statistisch je 2,46 Personen.
Ethnisch betrachtet setzte sich die Bevölkerung zusammen aus 96,5 Prozent Weißen, 0,4 Prozent Afroamerikanern, 0,5 Prozent amerikanischen Ureinwohnern, 0,4 Prozent Asiaten sowie aus anderen ethnischen Gruppen; 1,3 Prozent stammten von zwei oder mehr Ethnien ab. Unabhängig von der ethnischen Zugehörigkeit waren 2,3 Prozent der Bevölkerung spanischer oder lateinamerikanischer Abstammung.
19,1 Prozent der Bevölkerung waren unter 18 Jahre alt, 59,2 Prozent waren zwischen 18 und 64 und 21,7 Prozent waren 65 Jahre oder älter. 50,3 Prozent der Bevölkerung war weiblich.

Das jährliche Durchschnittseinkommen eines Haushalts lag bei 41.757 USD. Das Prokopfeinkommen betrug 24.687 USD. 15,6 Prozent der Einwohner lebten unterhalb der Armutsgrenze.

## Ortschaften im Camden County
Citys
| - Camdenton - Lake Ozark1 - Linn Creek | - Macks Creek - Osage Beach1 - Richland2 |

Villages
- Climax Springs
- Stoutland3
- Sunrise Beach4
- Village of Four Seasons

Unincorporated Communities
| - Bannister - Bannister Ford - Barnumton - Branch - Damsel | - Decaturville - Four Seasons - Green Bay Terrace - Greenview - Hahatonka | - Hillhouse Addition - Hugo - Hurricane Deck - Kaiser1 - Laguna Beach | - Montreal - Neongwah - Old Linn Creek - Passover - Purvis | - Roach - Sagrada - Toronto - Wet Glaize - White City |

1 – teilweise im Miller County

2 – teilweise im Laclede County und im Pulaski County

3 – teilweise im Laclede County

4 – teilweise im Morgan County

## Gliederung
Das Camden County ist in elf Townships eingeteilt:
| Township          | Einwohner (2010) | FIPS     |
| ----------------- | ---------------- | -------- |
| Adair Township    | 5062             | 29-00190 |
| Auglaize Township | 2444             | 29-02476 |
| Jackson Township  | 860              | 29-35630 |
| Jasper Township   | 5395             | 29-36476 |
| Kiheka Township   | 5056             | 29-38585 |
| Niangua Township  | 2709             | 29-52410 |
| Osage Township    | 4945             | 29-55046 |
| Osceola Township  | 2663             | 29-55378 |
| Pawhuska Township | 7785             | 29-56596 |
| Russell Township  | 4161             | 29-63668 |
| Warren Township   | 2922             | 29-77038 |